# Granatina
Genre
Granatina est un genre d'oiseaux de la famille des Estrildidae.

## Répartition
Ces oiseaux sont endémiques d'Afrique subsaharienne.

## Liste des espèces
Selon la classification de référence du Congrès ornithologique international (14.2, 2024) il comporte deux espèces :
- Granatina ianthinogaster (Reichenow, 1879) — Cordonbleu violacé
- Granatina granatina (Linné, 1766) — Cordonbleu grenadin

## Systématique
Le nom valide complet (avec auteur) de ce taxon est Granatina Sharpe, 1890.